# U23-Weltmeisterschaften im Rudern 2015
Die U23-Weltmeisterschaften im Rudern 2015 fanden vom 22. bis 26. Juli 2015 in Plowdiw in Bulgarien statt. Die Wettbewerbe wurden auf dem Ruderkanal Plowdiw ausgetragen.
Bei den Meisterschaften wurden 21 Wettbewerbe ausgetragen, davon zwölf für Männer und neun für Frauen.
Teilnahmeberechtigt war eine Mannschaft je Wettbewerbsklasse aus allen Mitgliedsverbänden des Weltruderverbandes. Eine Qualifikationsregatta existierte nicht.

## Ergebnisse
Hier sind die Medaillengewinner aus den A-Finals aufgelistet. Diese waren mit sechs Booten besetzt, die sich über Vor- und Hoffnungsläufe sowie Viertel- und Halbfinals für das Finale qualifizieren mussten. Die Streckenlänge betrug in allen Läufen 2000 Meter.

### Männer
| Bootsklasse                                   | Gold | Gold    | Silber | Silber  | Bronze | Bronze  |
| --------------------------------------------- | --- | ------- | --- | ------- | --- | ------- |
| Einer (BM1x)                                  | Belarus Pilip Pawukou | 6:54,78 | Serbien Andrija Šljukić | 6:54,91 | Polen Natan Węgrzycki-Szymczyk | 6:54,99 |
| Leichtgewichts-Einer (BLM1x)                  | Frankreich Pierre Houin | 6:57,56 | Italien Francesco Pegoraro | 7:01,44 | Kroatien Luka Radonić | 7:02,44 |
| Doppelzweier (BM2x)                           | Deutschland Stephan Riemekasten Tim Ole Naske | 6:17,79 | Norwegen Martin Helseth Jan Oscar Helvig | 6:19,57 | Niederlande Amos Keijser Abe Wiersma | 6:21,07 |
| Leichtgewichts-Doppelzweier (BLM2x)           | Deutschland Philipp Grebner Jonathan Rommelmann | 6:21,92 | Niederlande Berend Mortier Daan Klomp | 6:23,60 | Italien Antonio Vicino Lorenzo Galano | 6:26,19 |
| Doppelvierer (BM4x)                           | Kanada Matthew Finley Karl Zimmermann Graham Peeters Taylor Perry                                                                                       | 5:45,75 | Neuseeland Jordan Parry Russell Crampton Cameron Crampton Lewis Hollows                                                                                         | 5:47,91 | Australien Alexander Purnell William Mure Christopher Hayes Robert Black                                                                                            | 5:50,55 |
| Leichtgewichts-Doppelvierer (BLM4x)           | Frankreich François Teroin Thibault Remy Maxime Demontfaucon Morgan Maunoir                                                                             | 6:05,61 | Vereinigtes Königreich Steven Parsonage Joel Cassells Samuel Mottram Jamie Copus                                                                                | 6:07,68 | Dänemark Fredrik Leicht Jesper Fredsted Alexander Modest Peter Holmquist                                                                                            | 6:10,70 |
| Zweier ohne Steuermann (BM2-)                 | Rumänien Vlad Dragoș Aicoboae Toader-Andrei Gontaru | 6:25,55 | Australien Jack Hargreaves Nicholas Wheatley | 6:26,79 | Serbien Viktor Pivač Martin Mačković | 6:28,39 |
| Leichtgewichts-Zweier ohne Steuermann (BLM2-) | Italien Lorenzo Gerosa Giovanni Ficarra | 6:53,14 | Türkei Mert Kaan Kartal Fatih Ünsal | 6:54,49 | Griechenland Ioannis Petrou Stefanos Douskos | 6:55,54 |
| Vierer ohne Steuermann (BM4-)                 | Rumänien Dumitru Mariuc Necula Aniculesei Danut-Viorel Rusu Alexandru-Cosmin Macovei                                                                    | 6:10,64 | Vereinigtes Königreich Richard Clarke Ross Jarvis James Johnston Lewis McCue                                                                                    | 6:13,07 | Kanada Jakub Buczek Lucas Degelder Mackenzie Copp David de Groot | 6:13,44 |
| Leichtgewichts-Vierer ohne Steuermann (BM4-)  | Italien Davide Gerosa Leone Barbaro Piero Sfiligoi Paolo Di Girolamo                                                                                    | 5:57,36 | Deutschland Felix Brummel Sven Ditzel Alexander Kevin Diedrich Lucas Schäfer                                                                                    | 6:00,58 | Vereinigtes Königreich Edward Fisher Benjamin Reeves Jonathan Jackson Alastair Douglass                                                                             | 6:01,52 |
| Vierer mit Steuermann (BM4+)                  | Italien Andrea Maestrale Niccolo Pagani Filippo Mondelli Alessandro Mansutti Alberto Natali (Stm.)                                                      | 6:24,57 | Neuseeland Corey McCaffrey Cameron Webster Drikus Conradie Louis Van Velthooven Sam Bosworth (Stm.)                                                             | 6:24,78 | Deutschland René Stüven Finn Knüppel Jacob Schulte-Bockholt Marc Leske Felix Heinemann (Stm.)                                                                       | 6:27,24 |
| Achter (BM8+)                                 | Deutschland Malte Daberkow Michael Trebbow Lukas Duhnkrack Laurits Follert Carl Reinke Nico Merget Malte Großmann Torben Johannesen Jonas Wiesen (Stm.) | 5:33,56 | Vereinigte Staaten Thomas Meeks Kaess Smit Jordan Vanderstoep Gregory Davis Max Meyer-Bosse Justin Murphy Hunter Leeming Dara Alizadeh Louis Lombardi Jr (Stm.) | 5:36,49 | Russland Alexandr Stradaev Ivan Kholod Ivan Gusev Daniil Baranov Mikhail Areshkovich Pavel Podolskiy Vladislav Kopychko Grigorii Shchulepov Evgenii Terekhov (Stm.) | 5:38,32 |

### Frauen
| Bootsklasse                         | Gold | Gold    | Silber | Silber  | Bronze | Bronze  |
| ----------------------------------- | --- | ------- | --- | ------- | --- | ------- |
| Einer (BW1x)                        | Litauen Ieva Adomavičiūtė | 7:40,52 | Schweden Lovisa Claesson | 7:45,13 | Schweiz Pascale Walker | 7:50,55 |
| Leichtgewichts-Einer (BLW1x)        | Griechenland Amalia Tsiavou | 7:43,50 | Japan Chiaki Tomita | 7:46,13 | Litauen Sonata Petrikaitė | 7:47,15 |
| Doppelzweier (BW2x)                 | Rumänien Viviana Iuliana Bejinariu Ioana Vrînceanu | 6:57,57 | Neuseeland Brooke Donoghue Claudia Hyde | 6:58,77 | Niederlande Roos de Jong Laila Youssifou | 7:00,17 |
| Leichtgewichts-Doppelzweier (BLW2x) | Neuseeland Zoe McBride Jackie Kiddle | 6:54,83 | Volksrepublik China Gao Nan Miao Wang | 7:00,75 | Schweiz Frédérique Rol Patricia Merz | 7:01,55 |
| Zweier ohne Steuerfrau (BW2-)       | Vereinigte Staaten Jessica Eiffert Georgia Ratcliff | 7:33,64 | Vereinigtes Königreich Rowan McKellar Holly Norton | 7:40,40 | Australien Addy Dunkley-Smith Katrina Werry | 7:45,32 |
| Doppelvierer (BW4x)                 | Polen Marta Wieliczko Krystyna Lemańczyk-Dobrzelak Olga Michałkiewicz Katarzyna Zillmann                                                                                           | 6:43,20 | Australien Rowena Meredith Tessa Carty Leah Saunders Georgina Gotch | 6:46,07 | Frankreich Camille Juillet Marie Jacquet Eleonore Dubuis Daphne Socha                                                                                              | 6:49,27 |
| Leichtgewichts-Doppelvierer (BLW4x) | Italien Valentina Rodini Nicole Sala Greta Masserano Giorgia Lo Bue | 6:49,59 | Frankreich Anna Piveteau Marie-Margot Joannes Laura Tarantola Selma Dhaouadi | 6:53,07 | Deutschland Lena Daniel Caroline Meyer Luisa Werner Clara Bergau                                                                                                   | 6:53,32 |
| Vierer ohne Steuerfrau (BW4-)       | Vereinigte Staaten Mia Croonquist Elizabeth Youngling Kendall Chase Sarah Dougherty                                                                                                | 6:53,68 | Kanada Morgan Cathrea Hillary Janssens Caileigh Filmer Nicole Hare | 6:55,00 | Vereinigtes Königreich Melissa Wilson Holly Hill Emily Ford Samantha Courty                                                                                        | 6:56,83 |
| Achter (BW8+)                       | Vereinigte Staaten Erin Reelick Alexandra Spaulding Mia Croonquist Elizabeth Youngling Sarah Dougherty Georgia Ratcliff Jessica Eiffert Kendall Chase Colette Lucas-Conwell (Stf.) | 6:19,49 | Russland Anna Korenkova Kira Yuvchenko Liana Gorgodze Jelena Orjabinskaja Anna Karpowa Jekaterina Sewostjanowa Yana Tolstokorova Jelisaweta Kornijenko Ekaterina Kopaeva (Stf.) | 6:22,02 | Vereinigtes Königreich Katie Bartlett Harriet Taylor Holly Nixon Annie Withers Alice White Gillian Cooper Bethany Bryan Nicole Lamb Morgan Baynham-Williams (Stf.) | 6:23,28 |

## Medaillenspiegel
| Platz | Land                   | Gold | Silber | Bronze | Gesamt |
| ----- | ---------------------- | ---- | ------ | ------ | ------ |
| 1     | Italien                | 4    | 1      | 1      | 6      |
| 2     | Deutschland            | 3    | 1      | 2      | 6      |
| 3     | Vereinigte Staaten     | 3    | 1      |        | 4      |
| 4     | Rumänien               | 3    |        |        | 3      |
| 5     | Frankreich             | 2    | 1      | 1      | 4      |
| 6     | Neuseeland             | 1    | 3      |        | 4      |
| 7     | Kanada                 | 1    | 1      | 1      | 3      |
| 8     | Griechenland           | 1    |        | 1      | 2      |
| 8     | Litauen                | 1    |        | 1      | 2      |
| 8     | Polen                  | 1    |        | 1      | 2      |
| 11    | Belarus                | 1    |        |        | 1      |
| 12    | Vereinigtes Königreich |      | 3      | 3      | 6      |
| 13    | Australien             |      | 2      | 2      | 4      |
| 14    | Niederlande            |      | 1      | 2      | 3      |
| 15    | Russland               |      | 1      | 1      | 2      |
| 15    | Serbien                |      | 1      | 1      | 2      |
| 17    | Japan                  |      | 1      |        | 1      |
| 17    | Norwegen               |      | 1      |        | 1      |
| 17    | Schweden               |      | 1      |        | 1      |
| 17    | Türkei                 |      | 1      |        | 1      |
| 17    | Volksrepublik China    |      | 1      |        | 1      |
| 22    | Schweiz                |      |        | 2      | 2      |
| 23    | Dänemark               |      |        | 1      | 1      |
| 23    | Kroatien               |      |        | 1      | 1      |
| Summe | Summe                  | 21   | 21     | 21     | 63     |